# Creatinine
Creatinine is een afbraakproduct van creatinefosfaat in spierweefsel. Het wordt door het lichaam met een vrij constante snelheid geproduceerd, afhankelijk van de aanwezige hoeveelheid spiermassa. Het wordt in de nieren hoofdzakelijk passief gefiltreerd, hoewel een klein gedeelte actief wordt uitgescheiden. Hierdoor ontstaat in het bloed een evenwichtsspiegel die het resultaat is van de productiesnelheid in de spieren en de klaring door de nieren. De creatinineklaring is hierdoor een bruikbare maat die iets zegt over de glomerulaire filtratiesnelheid.
Mensen met veel spieren hebben meestal een hoger niveau ('spiegel') van creatinine in hun bloed dan minder gespierde mensen. Doordat mannen over het algemeen over meer skeletspierweefsel beschikken dan vrouwen, zullen mannen ook een hogere concentratie creatinine laten zien. Het normale niveau ligt meestal tussen 60 en 120 micromol/liter. Bij kinderen en oudere mensen liggen de waarden over het algemeen lager. Bij een verminderde nierfunctie wordt de bloedwaarde hoger omdat het aanbod gelijk blijft, maar de klaring afneemt. Door de overcapaciteit van onze nieren is een toename van het creatinine in het bloed pas zichtbaar als circa de helft van de nierfunctie is uitgevallen. Gezien de ruime marges voor een 'normaal' creatinine kan bij een binnen normale grenzen liggend creatinine dus toch al een vrij slechte nierfunctie bestaan (bijvoorbeeld: bij een kind van 12 jaar past een serum creatinine waarde van 35 micromol/liter en is een waarde van 100 micromol/liter verhoogd).